# Premi Carles Riba de poesia
El Premi Carles Riba de poesia és un premi literari per a obres en llengua catalana, convocat per Edicions Proa amb el patrocini de la Fundació Enciclopèdia Catalana. Poden optar al premi poemaris originals i inèdits. El premi és entregat durant la Nit literària de Santa Llúcia, organitzada per Òmnium Cultural cada mes de desembre, i té una dotació de 5.000 euros (2022).
El Premi Carles Riba és el continuador del Premi Óssa Menor fundat el 1950 per Josep Pedreira, editor d'Els llibres de l'Óssa Menor. Arran de la mort de Carles Riba, el 1959, el premi prengué, en homenatge, el nom del poeta.

## Guanyadors

### Premi Óssa menor
- 1950 - Pere Ribot, per Llengua de foc
- 1951 - Joan Vinyoli, per Les hores retrobades
- 1952 - Blai Bonet, per Cant espiritual
- 1953 - Miquel Martí i Pol, per Paraules al vent
- 1954 - Jordi Sarsanedas, per La Rambla de les Flors
- 1955 - Pere Quart, per Terra de naufragis
- 1956 - No convocat
- 1957 - No convocat
- 1958 - Clementina Arderiu, per És a dir

### Premi Carles Riba
- 1959 - Josep Maria Andreu, per Intento el poema
- 1960 - Ramon Bech, per Cants terrenals
- 1961 - No convocat
- 1962 - Blai Bonet, per L'evangeli segons un de tants
- 1963 - Màrius Sampere, per L'home i el límit
- 1964 - Xavier Amorós, per Qui enganya, para
- 1965 - Francesc Vallverdú, per Cada paraula un vidre
- 1966 - Francesc Parcerisas, per Homes que es banyen
- 1967 - Jaume Vidal Alcover, per Terra negra
- 1968 - Joan Vergés, per La vida nova
- 1969 - Guillem d'Efak, per Madona i l'arbre
- 1970 - Josep Elias, per Per a un duc, Bach escriví música d'orgue a Weimar
- 1971 - Josep Maria Boix i Selva, per El suplicant, la deu i l'esma
- 1972 - Xavier Bru de Sala, per La fi del fil
- 1973 - Agustí Bartra, per Els himnes
- 1974 - Ramon Pinyol, per Occit enyor
- 1975 - Joan Argenté, per Seminocturn-semidiürn
- 1976 - Maria Mercè Marçal, per Cau de llunes
- 1977 - Feliu Formosa i Torres, per Llibre de viatges
- 1978 - Jordi Pàmias, per Flauta del sol
- 1979 - Josep Piera, per El somriure de l'herba
- 1980 - Joan Montalà, per D'un torsimany al bosc, potser
- 1981 - Gerard Vergés, per L'ombra rogenca de la lloba
- 1982 - Miquel de Palol, per El porxo de les mirades
- 1983 - Valerià Pujol, per La trista veu d'Orfeu i el Tornaveu de Tàntal
- 1984 - Carles Torner, per Als límits de la sal
- 1985 - Joan Margarit, per Mar d'hivern
- 1986 - Xavier Lloveras, per Les illes obstinades
- 1987 - Olga Xirinacs, per Llavis que dansen
- 1988 - Jaume Subirana, per Final de festa
- 1989 - Quima Jaume, per Pels camins remorosos de la mar
- 1990 - Àlex Susanna, per Les anelles dels anys
- 1991 - Antoni Puigverd, per Curset de natació
- 1992 - Andreu Vidal, per L'animal que no existeix
- 1993 - Albert Roig, per Vedat
- 1994 - Quim Español, per Ultralleugers
- 1995 - Enric Casassas, per Calç
- 1996 - Ponç Pons, per El salobre
- 1997 - David Castillo, per Game over
- 1998 - Enric Sòria, per L'instant etern
- 1999 - Pep Rosanes-Creus, per Voltor
- 2000 - Anna Aguilar-Amat, per Trànsit entre dos vols
- 2001 - Susanna Rafart, per Pou de glaç
- 2002 - Pere Rovira i Planas, per La mar de dins
- 2003 - Manuel Forcano, per El tren de Bagdad
- 2004 - Bartomeu Fiol, per Càbales del call
- 2005 - Isidre Martínez Marzo, per Hostes
- 2006 - Jaume Pont, per Enlloc
- 2007 - Txema Martínez Inglés, per L'arrel i la pluja
- 2008 - Sebastià Alzamora, per La part visible
- 2009 - Carles Camps i Mundó, per La mort i la paraula
- 2010 - Rosa Font, per Un lloc a l'ombra[1]
- 2011 - Marcel Riera, per Llum d'Irlanda[2]
- 2012 - Francesc Garriga, per Tornar és lluny[3]
- 2013 - Marc Romera, per La nosa[4]
- 2014 - Hilari de Cara, per Refraccions[5]
- 2015 - Víctor Obiols, per Dret al miracle[6]
- 2016 - Maria Callís, per La ciutat cansada
- 2017 - Josep Maria Fulquet, per Ample vol de la nit[7]
- 2018 - Carles Rebassa, per Sons bruts
- 2019 - Lluís Calvo, per L'espai profund[8]
- 2020 - Miquel Desclot, per Despertar-me quan no dormo[9]
- 2021 - Antoni Vidal Ferrando, per Si entra boira no tendré on anar[10]
- 2022 - Jordi Llavina, per Un llum que crema[11]
- 2023 - Mireia Calafell, per Si una emergència[12]
- 2024 - Blanca Llum Vidal, per Tan bonica i tirana[13]